# Liste von Talsperren in den Vereinigten Staaten

8092 Talsperren in den USA

Diese Liste von Talsperren in den USA zeigt eine Auswahl der wichtigsten Talsperren bzw. Stauseen und künstlichen Staubecken in den USA. Die Zahl der Stauanlagen in den USA wird auf ca. 75.000 geschätzt. Die 8092 größten sind in der Abbildung markiert.
Hinweis: Die folgende Tabelle ist durch Klick in die Spaltenkopfzellen sortierbar. Sie enthält mit Stand 8. Mai 2022 111 Einträge.
| Name                                                | Bundesstaat              | Fertigstellung | Volumen Stausee [Mio. m³] | Bauwerks- höhe [m] | gestauter Fluss                  | Bemerkung                                                                                  |
| --------------------------------------------------- | ------------------------ | -------------- | ------------------------- | ------------------ | -------------------------------- | ------------------------------------------------------------------------------------------ |
| American Falls Reservoir                            | Idaho                    | 1978           | 2060                      | 32                 | Snake River                      |                                                                                            |
| Amistad-Talsperre                                   | Texas/Mexiko             | 1969           | 10,4                      | 88                 | Rio Grande                       | zusammen mit Mexiko                                                                        |
| Arrowrock-Talsperre                                 | Idaho                    | 1915           | 371                       | 110                | Boise River                      | bei Fertigstellung höchste Talsperre der Erde                                              |
| Austin-Talsperre (Texas)                            | Texas                    | 1893           | ...                       | 20                 | Colorado River (Texas)           | Dammbruch 1900                                                                             |
| Austin-Talsperre                                    | Pennsylvania             | 1909           | 760                       | 15                 | Freeman Run                      | Dammbruch 1911                                                                             |
| Bath County Pumped Storage Station                  | Virginia                 | 1985           | ...                       | 140                | Back Creek, Little Back Creek    | größtes Pumpspeicherwerk der Erde                                                          |
| Bearwallow-Damm                                     | North Carolina           | 1963           | 0,037                     | 11                 | ...                              | Dammbruch 1976                                                                             |
| Blue Mesa Reservoir                                 | Colorado                 | 1966           | 923                       | 119                | Gunnison River                   |                                                                                            |
| Bonneville-Talsperre                                | Oregon/Washington        | 1937/43        | 662                       | 60                 | Columbia River                   |                                                                                            |
| Britton Estates Lake                                | Georgia                  | ...            | ...                       | ...                | Oconee River                     |                                                                                            |
| Brushy Fork dam                                     | Missouri                 | ...            | ...                       | ...                | ...                              | ...                                                                                        |
| Buffalo Bill Dam (Shoshone)                         | Wyoming                  | 1910           | 522,9                     | 107                | Shoshone River                   | bei Fertigstellung höchste Staumauer der Erde                                              |
| Cabinet Gorge Dam                                   | Idaho                    | 1953           | 131                       | 34                 | Clark Fork                       |                                                                                            |
| Calderwood Dam                                      | Tennessee                | 1930           | ...                       | 71                 | Little Tennessee River           |                                                                                            |
| Pumpspeicherwerk Castaic                            | Kalifornien              | 1973           | 401                       | 100                | Castaic Creek                    | Talsperre und Pumpspeicherwerk                                                             |
| Chatfield Lake                                      | Colorado                 | 1975           | 33                        | 45                 | South Platte River               |                                                                                            |
| Cherry Creek Lake                                   | Colorado                 | 1953           | ...                       | 31                 | Cherry Creek                     |                                                                                            |
| Chief-Joseph-Talsperre (Rufus Woods Lake)           | Washington               | 1961           | 732                       | 72                 | Columbia River                   |                                                                                            |
| Cochiti-Staudamm                                    | New Mexico               | 1975           | 890                       | 77                 | Rio Grande                       |                                                                                            |
| Croton Dam                                          | Michigan                 | 1907           | 27                        | 12                 | Muskegon River                   |                                                                                            |
| Cyprus Dam                                          | Idaho                    | 1982           | 110                       | 226                | Bruno Creek                      | Absetzbecken                                                                               |
| Diablo Dam                                          | Washington               | 1930           | ...                       | 119                | Skagit River                     | bei Fertigstellung höchste Staumauer der Erde                                              |
| Druid Lake Dam                                      | ...                      | ...            | ...                       | ...                | ...                              | ...                                                                                        |
| Dworshak-Talsperre                                  | Idaho                    | 1973           | 4259                      | 219                | North Fork Clearwater River      |                                                                                            |
| Eagle Nest Dam                                      | ...                      | ...            | ...                       | ...                | ...                              | ...                                                                                        |
| Flagstaff Lake                                      | Maine                    | 1950           | 322                       | ca. 15             | Dead River                       |                                                                                            |
| Flaming Gorge Reservoir                             | Utah                     | 1964           | 4670                      | 153                | Green River                      |                                                                                            |
| Fort Peck Lake                                      | Montana                  | 1957           | ca. 23.000                | 76                 | Missouri River                   | bei Fertigstellung größter Erddamm der Welt nach Bauwerksvolumen                           |
| Fort Randall (Lake Francis Case)                    | South Dakota             | 1954           | 5700                      | 50                 | Missouri River                   |                                                                                            |
| Lake Gaston                                         | North Carolina           | 1963           | 555                       | 32                 | Roanoke River                    |                                                                                            |
| Gibson Dam                                          | Montana                  | 1929           | ...                       | ...                | ...                              |                                                                                            |
| Glen Canyon (Lake Powell)                           | Arizona                  | 1964           | 33.304                    | 216                | Colorado River                   | größter Stausee der USA nach Fläche                                                        |
| Grand-Coulee-Talsperre (Franklin D. Roosevelt Lake) | Washington               | 1942           | 11.582                    | 168                | Columbia River                   | größtes Wasserkraftwerk der USA                                                            |
| Harwoods Mill Reservoir                             | Virginia                 | ...            | ...                       | ...                | ...                              |                                                                                            |
| Hauser-Talsperre                                    | Montana                  | 1907           | ?                         | 23                 | Missouri River                   | Dammbruch 1908                                                                             |
| Hoover Dam (Lake Mead)                              | Arizona/Nevada           | 1936           | 35.154                    | 221                | Colorado River                   | größter Stausee der USA nach Speicherinhalt; bei Fertigstellung höchste Talsperre der Erde |
| Hungry-Horse-Talsperre                              | Montana                  | 1953           | 4277                      | 172                | Flathead River                   |                                                                                            |
| Iroquois-Stausee                                    | New York                 | 1958           | 29.959                    | 20                 | Sankt-Lorenz-Strom               | mit Kanada                                                                                 |
| John-Day-Talsperre (Lake Umatilla)                  | Oregon/Washington        | 1968           | 617                       | 64                 | Columbia River                   |                                                                                            |
| John H. Kerr Reservoir                              | Virginia, North Carolina | 1953           | 1836                      | 44                 | Roanoke River, Dan River         |                                                                                            |
| Kaloko-Damm                                         | Hawaii                   | ...            | 1,2                       | 12                 | ...                              | Dammbruch 2006                                                                             |
| Kensico Dam                                         | New York                 | 1916           | ...                       | ...                | ...                              |                                                                                            |
| Kinzua-Staudamm                                     | Pennsylvania             | 1965           | ...                       | 55                 | Allegheny River                  |                                                                                            |
| Lahontan Reservoir                                  | Nevada                   | 1915           | 0,56                      | 49                 | Carson River                     |                                                                                            |
| Lake Buchanan                                       | Texas                    | 1975           | 1220                      | 44,3               | Colorado River (Texas)           |                                                                                            |
| Lake Hamilton Dam                                   | ...                      | ...            | ...                       | ...                | ...                              | ...                                                                                        |
| Lake Havasu                                         | Arizona/Kalifornien      | 1938           | 799                       | 97,5               | Colorado River                   |                                                                                            |
| Lake Hodges Dam                                     | ...                      | ...            | ...                       | ...                | ...                              | ...                                                                                        |
| Lake Mohave                                         | Kalifornien              | 1971           | ...                       | 61                 | Colorado River                   |                                                                                            |
| Lake Oahe                                           | South Dakota             | 1966           | 28.776                    | 75                 | Missouri River                   |                                                                                            |
| Lake of the Ozarks (Bagnell, Osage)                 | Missouri                 | 1931           | 2377                      | 45                 | Osage River                      |                                                                                            |
| Lake Sakakawea (Garrison)                           | North Dakota             | 1953           | 27.920                    | 62                 | Missouri River                   |                                                                                            |
| Lake San Tana                                       | Texas                    | ...            | ...                       | ...                | ...                              | ...                                                                                        |
| Lower Crystal Springs                               | Kalifornien              | 1890           | 71,43                     | 57                 | San Mateo Creek                  |                                                                                            |
| Ludington-Pumpspeicherkraftwerk                     | Michigan                 | 1973           | 100                       | >34                | Lake Michigan                    |                                                                                            |
| Lyman Lake                                          | Arizona                  | 1915           | 38                        | ca. 17             | Little Colorado River            |                                                                                            |
| McPhee Reservoir                                    | Colorado                 | 1985           | ...                       | ...                | Dolores River                    |                                                                                            |
| Mill-River-Talsperre                                | Massachusetts            | 1865           | 0,379                     | 13                 | Mill River                       | Dammbruch 1874                                                                             |
| Mossyrock-Talsperre (Lake Riffe)                    | Washington               | 1968           | 1603                      | 185                | Cowlitz River                    |                                                                                            |
| Mountain Dell Dam                                   | Utah                     | 1925           | 3,2                       | 32                 | ...                              |                                                                                            |
| Mulholland Dam                                      | Kalifornien              | 1924           | ...                       | ...                | ...                              |                                                                                            |
| Nepaug-Damm                                         | ...                      | ...            | ...                       | ...                | ...                              | ...                                                                                        |
| New Bullards Bar Dam                                | Kalifornien              | 1968           | 1184                      | 197                | Yuba River                       |                                                                                            |
| New Cornelia Tailings                               | ...                      | 1973           | ...                       | ...                | ...                              | Absetzbecken                                                                               |
| New Croton                                          | New York                 | 1906           | 71,9                      | 91                 | Croton River                     | bei Fertigstellung höchste Talsperre der Erde                                              |
| New Don Pedro                                       | Kalifornien              | 1971           | 2504                      | 178                | Tuolumne River                   |                                                                                            |
| New Melones Dam                                     | Kalifornien              | 1979           | 2960                      | 191                | Stanislaus River                 |                                                                                            |
| O’Shaughnessy Dam                                   | Kalifornien              | 1923           | ...                       | ...                | ...                              | ...                                                                                        |
| Olive Bridge Dam                                    | New York                 | 1916           | ...                       | 76                 | ...                              |                                                                                            |
| Olivenhain Dam                                      | Kalifornien              | 2003           | ...                       | ...                | ...                              |                                                                                            |
| Oroville-Staudamm                                   | Kalifornien              | 1967           | 4364                      | 235                | Feather River (Sacramento River) | höchste Talsperre der USA, Februar 2017 Hochwasserentlastung beschädigt                    |
| Owyhee-Talsperre                                    | Oregon                   | 1932           | 1480                      | 127                | Owyhee River                     | bei Fertigstellung höchste Talsperre der Erde                                              |
| Patagonia Lake                                      | Arizona                  | ...            | 29,7                      | ...                | Sonoita Creek                    |                                                                                            |
| Pathfinder-Talsperre                                | Wyoming                  | 1909           | 1253                      | 65                 | North Platte River               |                                                                                            |
| Pedlar Dam                                          | Virginia                 | 1904           | ...                       | 25,9               | Pedlar River                     |                                                                                            |
| Raccoon Mountain                                    | Tennessee                | 1978           |                           | 70                 | Tennessee River                  |                                                                                            |
| Redridge Timber Crib Dam                            | ...                      | ...            | ...                       | ...                | ...                              | ...                                                                                        |
| Rock Creek Park Lake                                | Virginia                 | ...            | ...                       | ...                | Powhite Creek                    | ...                                                                                        |
| Roosevelt-Talsperre                                 | Arizona                  | 1911           | 2039                      | 109                | Salt River (Gila River)          | bei Fertigstellung höchste Staumauer aus Mauerwerk und größter künstlicher See der Erde    |
| Ross-Talsperre                                      | Washington               | 1949           | 1770                      | 165                | Skagit River                     |                                                                                            |
| Saguaro Lake                                        | Arizona                  | 1930           | 138                       | 63                 | Salt River                       |                                                                                            |
| Saluda Dam                                          | South Carolina           | 1930           | ...                       | 61                 | Saluda River                     |                                                                                            |
| San Andreas Lake                                    | Kalifornien              | 1875           | 23,469                    |                    | San Andreas Creek                |                                                                                            |
| San Carlos Lake                                     | Arizona                  | 1930           | 1,122                     | 76                 | Gila River                       |                                                                                            |
| San Luis Reservoir (B.F. Sisk)                      | Kalifornien              | 1967           | 2520                      | 116                | San Luis Creek                   |                                                                                            |
| Sheldon Reservoir                                   | Texas                    | 1943           | 6,6                       | 3                  | Carpenters Bayou                 | ...                                                                                        |
| Sherman Country Club Lake                           | Texas                    | ...            | ...                       | ...                | ...                              | ...                                                                                        |
| South-Fork-Talsperre (Johnstown)                    | Pennsylvania             | 1853           | 20                        | 22                 | Conemaugh River                  | Dammbruch 1889                                                                             |
| St.-Francis-Talsperre                               | Kalifornien              | 1926           | 39                        | 56                 | San Francisquito Creek           | Dammbruch 1928                                                                             |
| Salmon Creek Dam                                    | Alaska                   | 1914           | ...                       | ...                | ...                              | ...                                                                                        |
| Sam-Rayburn-Talsperre (McGee Bend Reservoir)        | Texas                    | 1965           | 4931                      | 37                 | Angelina River                   |                                                                                            |
| Secession Lake Dam                                  | ...                      | ...            | ...                       | ...                | ...                              | ...                                                                                        |
| Seven Oaks                                          | Kalifornien              | 1999           | 180                       | 168                | Santa Ana River                  |                                                                                            |
| Shasta-Talsperre                                    | Kalifornien              | 1945           | 5612                      | 183                | Sacramento River                 |                                                                                            |
| Sweetwater Dam                                      | ...                      | ...            | ...                       | ...                | ...                              | ...                                                                                        |
| Swift-Talsperre                                     | Washington               | 1958           | 932                       | 126                | Lewis River                      |                                                                                            |
| Teton-Staudamm                                      | Idaho                    | 1975           | 355,6                     | 93                 | Teton River                      | Dammbruch 1976                                                                             |
| The-Dalles-Talsperre                                | Oregon                   | 1957           | 410                       | 79                 | Columbia River                   |                                                                                            |
| Toledo Bend Reservoir                               | Texas/Louisiana          | 1967           | 6291                      | 29                 | Sabine River                     |                                                                                            |
| Trinity Lake                                        | Kalifornien              | 1963           | 3019,6                    | 164                | Trinity River                    |                                                                                            |
| Truman Lake                                         | Missouri                 | 1979           | 6398                      | 38                 | Osage River                      |                                                                                            |
| Tyler Dam                                           | ...                      | ...            | ...                       | ...                | ...                              | ...                                                                                        |
| Wachusett Dam                                       | ...                      | ...            | ...                       | ...                | ...                              | ...                                                                                        |
| Walnut Grove Dam                                    | ...                      | ...            | ...                       | ...                | ...                              | ...                                                                                        |
| Walters Dam                                         | North Carolina           | 1929           | ...                       | ...                | ...                              |                                                                                            |
| Wigwam Dam                                          | ...                      | ...            | ...                       | ...                | ...                              | ...                                                                                        |
| Williamson Dam                                      | ...                      | ...            | ...                       | ...                | ...                              | ...                                                                                        |
| Wyoming Hereford Ranch Reservoir Number 1           | Wyoming                  | ...            | ...                       | ...                | Crow Creek                       | ...                                                                                        |
| Wyoming Hereford Ranch Reservoir Number 2           | Wyoming                  | ...            | ...                       | ...                | Crow Creek                       | ...                                                                                        |
| Winsor Dam                                          | Massachusetts            | 1930–39        | 1560                      | ...                | Swift River                      | ...                                                                                        |
| Yellowtail-Talsperre                                | Montana                  | 1966           | 1761                      | 160                | Bighorn River                    |                                                                                            |